# Hérouval
Hérouval est un hameau de la commune Montjavoult dans l'Oise.

## Histoire
Le hameau est dominé par la haute tour de Montjavoult dressée à l'emplacement d'un collège de druides et d'un temple de Jupiter. En 1842, y ont été découvertes des tombes et des antiquités gauloises.

## Monuments
- Moulin d'Hérouval[2]
- Massif boisé d'Hérouval[3],[4]
- Parc de loisirs d'Hérouval[5]

### Personnalités liées à la commune
- Antoine Vion d'Hérouval (1606-1689), érudit et diplomatiste français.
- Alexandre Sanson-Davillier (1793-1863), régent de la Banque de France.
- Dado (1933-2010) et Hessie (1933-2017), peintre et artiste textile contemporaine installés dans les années 1960 dans le moulin d'Hérouval[6].